# Фиппс, Константин, 5-й маркиз Норманби
Константин Эдмунд Уолтер Фиппс, 5-й маркиз Норманби (англ. Constantine Edmund Walter Phipps, 5th Marquess of Normanby; род. 24 февраля 1954) — британский пэр, писатель, поэт и предприниматель.

## Титулатура
- 5-й маркиз Норманби, Йоркшир (с 30 января 1994)
- 6-й граф Малгрейв, Йоркшир (с 30 января 1994)
- 6-й виконт Норманби из Норманби, Йоркшир (с 30 января 1994)
- 6-й барон Малгрейв из Малгрейва, Йоркшир (с 30 января 1994)
- 8-й барон Малгрейв из Нью-Росса, Уэксфорд (с 30 января 1994).

## Ранняя жизнь
Родился 24 февраля 1954 года. Старший сын Освальда Фиппса, 4-го маркиза Норманби (1912—1994), и достопочтенной Грании Гиннесс (1920—2018), дочери Уолтера Гиннесса, 1-го барона Мойна.
Он получил образование в Итонском колледже, Вустерском колледже в Оксфорде и Лондонском городском университете.

## Публикации
Он является автором трех романов под именем Константин Фиппс: «Осторожно с акулами» (1985), «Среди тонких призраков» (1989) и «Чего ты хочешь» (2014).

## Деловые интересы
Он владелец поместья Малгрейв и замка Малгрейв, недалеко от Уитби, в Северном Йоркшире. Он является основателем компании Mulgrave Properties LLP, застройщика жилых домов в Йоркшире. Его косвенное богатство включает значительный интерес к недвижимости в Западном Ванкувере, Канада, через компанию British Pacific Properties Ltd, директором которой он является. В 1998 году он продал поместье Уортер-Приори площадью 10 600 акров (43 км2) недалеко от Поклингтона, Ист-Райдинг Йоркшира, бизнесмену Малкольму Хили.

## Благотворительность
Лорд Норманби является председателем благотворительного фонда Норманби, деятельность которого сосредоточена в Северном Йоркшире. Фонд также оказал поддержку Тринити-колледжу в Дублине и Оксфордскому университету.

## Личная жизнь
От связи с Софи Маккормик (1958—2020) у него есть дочь, актриса Пандора Маккормик (род. 12 декабря 1984).
В 1990 году он женился на журналистке и писательнице Николе Шульман (род. 1960), дочери театрального критика Милтона Шульмана (1913—2004) и Друзиллы Бейфус (род. 1927), сестре редактора британского журнала Vogue Александры Шульман. У супругов трое детей:
- Леди Сибилла Виктория Эвелин Фиппс (род. 6 августа 1991)
- Джон Сэмюэл Константин «Фиппи» Фиппс, граф Малгрейв (род. 26 ноября 1994)
- Лорд Томас Генри Уинстон Фиппс (род. 3 июня 1997)

30 января 1994 года после смерти своего отца Константин Фиппс унаследовал титул 5-го маркиза Норманби и вошел в Палату лордов в качестве независимого депутата. Он потерял свое место в соответствии с законом о Палате лордов 1999 года.
Лорд Норманби живет в Лондоне и в замке Малгрейв.